# Vlug en Vrij Leest
Maillots
Dernière mise à jour : 25 mai 2012.
Le Vlug en Vrij Leest est un ancien club de football belge basé à Leest, en province d'Anvers. Le club, porteur du matricule 8077, a évolué durant 5 saisons en Promotion. Il cesse ses activités en 2009, quelques années après qu'une partie de ses membres a rejoint un autre club de la ville, Leest United.

## Histoire
Le Vlug en Vrij Leest est créé en début d'année 1973, et s'affilie à l'Union Belge le 1er août de la même année. Il reçoit alors le matricule 8077, et est versé en quatrième provinciale, le plus bas niveau du football belge. Il débute lors de la saison 1974-1975, et après quatre ans, il remporte le tour final et monte en troisième provinciale. Douze mois plus tard, il récidive et monte encore d'un niveau dans la hiérarchie. Il ne parvient pas à se maintenir en « P2 », et redescend directement en « P3 » en 1980.
Deux ans plus tard, le « V&V » remporte le titre dans sa série, et remonte en deuxième provinciale. En 1985, il décroche un nouveau titre, et atteint la première provinciale. Il ne joue qu'une saison à ce niveau, et obtient un second titre consécutif, synonyme de première montée du club en Promotion, le quatrième niveau national, seulement douze ans après la création du club. 
Après une première saison d'adaptation, le club obtient son meilleur classement en 1988 avec une cinquième place. Il se sauve de justesse la saison suivante, puis termine une saison en milieu de classement. En 1991 toutefois, le club vit une saison difficile, et finit bon dernier dans sa série. Après cinq saisons dans les séries nationales, le club est renvoyé en première provinciale. Il ne remontera plus jamais en Promotion.
Après sa relégation, le V&V Leest connaît des fortunes diverses dans l'élite provinciale, luttant parfois pour la montée, parfois pour son maintien. En 1997, le club termine dernier et redescend en « P2 ». Il ne fait pas mieux les deux années suivantes, et se retrouve relégué jusqu'en quatrième provinciale en 1999. En huit ans, le club est descendu de Promotion en « P4 ». En 2004, une partie des joueurs et de la direction du club s'en va fonder une nouvelle équipe, Leest United. Celle-ci s'affilie également à l'Union Belge et reçoit le matricule 9456. 
Le Vlug en Vrij parvient à remonter en troisième provinciale via le tour final en 2006, mais redescend trois ans plus tard. Il déclare forfait au début de la saison 2009-2010, puis démissionne de la fédération nationale. Son matricule 8077 est alors radié par l'URBSFA.

## Résultats dans les divisions nationales
Statistiques clôturées, club disparu

### Bilan
| Niv | Divisions     | Jouées | Titres | TM Up | TM Down |
| --- | ------------- | ------ | ------ | ----- | ------- |
| I   | 1re nationale | 0      | 0      |       |         |
| II  | 2e nationale  | 0      | 0      |       |         |
| III | 3e nationale  | 0      | 0      |       |         |
| IV  | 4e nationale  | 5      | 0      |       |         |
| V   | 5e nationale  | 0      | 0      |       |         |
|     |               |        |        |       |         |
|     | TOTAUX        | 5      | 0      | 0     | 0       |

- TM Up : test-match pour départager des égalités, ou toutes formes de Barrages ou de Tour final pour une montée éventuelle.
- TM Down : test-match pour départager des égalités, ou toutes formes de Barrages ou de Tour final pour le maintien.

### Classements saison par saison
| Ordre               | Saison  | Nom du club                                                                           | Niveau                                                                                | Classement final                                                                      | Remarques                                                                             |
| ------------------- | ------- | ------------------------------------------------------------------------------------- | ------------------------------------------------------------------------------------- | ------------------------------------------------------------------------------------- | ------------------------------------------------------------------------------------- |
| 1                   | 1986-87 | V&V Leest                                                                             | Promotion série B                                                                     | 11e/16                                                                                |                                                                                       |
| 2                   | 1987-88 | V&V Leest                                                                             | Promotion série B                                                                     | 5e/16                                                                                 |                                                                                       |
| 3                   | 1988-89 | V&V Leest                                                                             | Promotion série B                                                                     | 13e/16                                                                                |                                                                                       |
| 4                   | 1989-90 | V&V Leest                                                                             | Promotion série B                                                                     | 8e/16                                                                                 |                                                                                       |
| 5                   | 1990-91 | V&V Leest                                                                             | Promotion série B                                                                     | 19e/16                                                                                | Relégué!                                                                              |
| séries provinciales |         |                                                                                       |                                                                                       |                                                                                       |                                                                                       |
| X                   | 2009    | Le club déclare forfait en début de saison, son matricule est radié par la Fédération | Le club déclare forfait en début de saison, son matricule est radié par la Fédération | Le club déclare forfait en début de saison, son matricule est radié par la Fédération | Le club déclare forfait en début de saison, son matricule est radié par la Fédération |

### Sources et liens externes
- (nl) « Fiche de l'équipe », sur Belgian Soccer Database